# Giorgio Scarlatti
Giorgio Scarlatti (Roma, 2 ottobre 1921 – Roma, 26 luglio 1990) è stato un pilota automobilistico italiano, che ha gareggiato anche in Formula 1.

## Carriera
Scarlatti iniziò a correre poco dopo la fine della Seconda guerra mondiale concentrando dapprima le sue energie nelle corse su strada, cui prende parte con una Maserati A6 GCS.
Dopo alcune buone prestazioni che gli permisero di salire sul podio in più occasioni tentò il debutto in Formula 1 con una Ferrari 500 F2; partecipò da privato al Gran Premio di Napoli 1955 terminando al quarto posto.
Benché la gara partenopea non facesse parte del campionato le doti di guida del romano spinsero la scuderia Maserati a ingaggiarlo per condurre la 250F nella stagione 1957 che lo vede andare a punti al Gran premio di Monza in coppia con Harry Schell.
Nello stesso anno prese parte anche alla 24 Ore di Le Mans in coppia con Jo Bonnier dovendo ritirarsi per noie meccaniche.
In seguito al ritiro di Maserati dalla F1 Scarlatti proseguì, come privato con la 250F, la sua avventura nella massima serie vedendo le proprie prestazioni condizionate da frequenti guasti.
Maggiori soddisfazioni vennero dalle corse su strada che lo videro sul secondo gradino del podio alla Targa Florio su Porsche 718 in coppia con Jean Behra e primo alla 4 Ore di Pescara su Ferrari 250 Testa Rossa in coppia con Lorenzo Bandini.

## Risultati
| 1956 | Scuderia                           | Vettura     |  |    |  |  |  |  |     |  |  |  |  | Punti | Pos. |
| ---- | ---------------------------------- | ----------- |  | -- |  |  |  |  | --- |  |  |  |  | ----- | ---- |
| 1956 | Pilota privato Scuderia Centro Sud | Ferrari 500 |  | NQ |  |  |  |  | Rit |  |  |  |  | 0     |      |

| 1957 | Scuderia | Vettura       |  |     |  |  |  |    |   |   |  |  |  | Punti | Pos. |
| ---- | -------- | ------------- |  | --- |  |  |  | -- | - | - |  |  |  | ----- | ---- |
| 1957 | Maserati | Maserati 250F |  | Rit |  |  |  | 10 | 6 | 5 |  |  |  | 1     | 20º  |

| 1958 | Scuderia       | Vettura       |  |     |     |  |  |  |  |  |  |  |  | Punti | Pos. |
| ---- | -------------- | ------------- |  | --- | --- |  |  |  |  |  |  |  |  | ----- | ---- |
| 1958 | Pilota privato | Maserati 250F |  | Rit | Rit |  |  |  |  |  |  |  |  | 0     |      |

| 1959 | Scuderia                | Vettura                  |    |  |  |   |  |  |  |    |  |  |  | Punti | Pos. |
| ---- | ----------------------- | ------------------------ | -- |  |  | - |  |  |  | -- |  |  |  | ----- | ---- |
| 1959 | Scuderia Ugolini Cooper | Maserati 250F Cooper T51 | NQ |  |  | 8 |  |  |  | 12 |  |  |  | 0     |      |

| 1960 | Scuderia                                                | Vettura                  |     |    |  |  |  |  |  |  |     |  |  | Punti | Pos. |
| ---- | ------------------------------------------------------- | ------------------------ | --- | -- |  |  |  |  |  |  | --- |  |  | ----- | ---- |
| 1960 | Pilota privato Scuderia Castellotti Scuderia Centro Sud | Maserati 250F Cooper T51 | Rit | NQ |  |  |  |  |  |  | Rit |  |  | 0     |      |

| 1961 | Scuderia             | Vettura   |  |  |  |     |  |  |  |  |  |  |  | Punti | Pos. |
| ---- | -------------------- | --------- |  |  |  | --- |  |  |  |  |  |  |  | ----- | ---- |
| 1961 | Scuderia Serenissima | De Tomaso |  |  |  | Rit |  |  |  |  |  |  |  | 0     |      |